# Autobahn 2 (Iran)
Die Autobahn 2 in Iran führt von Täbris im Nordwesten bis nach Maschhad im Nordosten des Landes. Die gesamte Länge der Autobahn 2 beträgt ca. 900 km plus ca. 670 km geplante Länge.

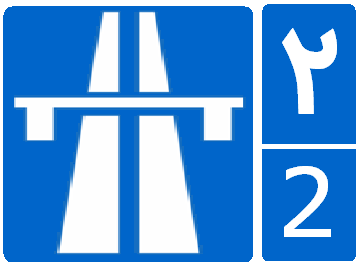
Schild der Autobahn 2

## Verlauf

### Provinz Ost-Aserbaidschan
Die Autobahn 2 beginnt in Tabriz, wo sie die Landstraße 14 trifft. Von dort aus geht sie südlich, wo sie dann nach 14 km die Landstraße 21 kreuzt. Nach weiteren 4 km überquert sie den Sahand Highway. 2 km später trifft sie die Landstraße 16, die für 11 km zusammen mit der Autobahn 2 läuft. Nach 19 km kreuzt sie die Landstraßen 16 und 32. Nach 90 km überquert sie die Landstraße 24, wo aber keine Möglichkeit besteht abzufahren. 42 km später kreuzt sie die Landstraße 26. Nach 23 km ist man dann an der Grenze zur Provinz Zandschan.

### Provinz Zandschan
Nach 32 km quert man dann die Landstraße 32. Nach weiteren 75 km kreuzt man die Landstraße 35 und ist in der Stadt Zandschan angekommen. 116 km später überquert man dann die Grenze zur Provinz Qazvin.

### Provinz Qazvin
56 km in die Provinz rein, und man quert die Landstraße 49, wo man auch ins Stadtzentrum von Qazvin kommt. Nach 4 weiteren km geht die Autobahn 1 in die Autobahn 2 über. 67 km später kommt dann die Grenze zur Provinz Alborz.

### Provinz Alborz
Nach 45 km ist man dann in der Stadt Karadsch. Nach weiteren 14 km überquert man die Grenze zur Provinz Teheran.

### Provinz Teheran
Nach 17 km geht dann die Autobahn 2 in den Sheikh Fazlollah Nuri Expy über. Die Autobahn 2 geht dann erst wieder kurz vor Maschhad in der Provinz Razavi-Chorasan weiter.

### Provinz Razavi-Chorasan
Dieser Abschnitt der Autobahn 2 beginnt in einem Knoten der Landstraßen 44 und 95. Nach 18 km trifft sie auf die Landstraße 97. Nach den letzten 20 km endet die Autobahn 2 südlich von Maschhad.